# 波士頓大學
波士顿大学（英語：Boston University，縮寫為BU）是位于美国马萨诸塞州波士顿的知名私立研究型大学。该校由循道宗于1839年创办，主校区分布在查尔斯河畔的芬威-肯莫尔（Fenway-Kenmore）和奥尔斯顿（Allston）地区。該大学历史悠久，是美国大学协会和爱国者联盟的成员。
波士顿大学拥有约4,100名学术性教职员工和來自140多個國家的36,000多名在校學生，同时也是波士顿最大的大学。学校设有18个学院，授予学士、硕士、博士学位，以及医学、牙科、商科和法学学位。
波士顿大学的校友、教授及研究人员中有9位诺贝尔奖得主（包括马丁·路德·金和埃利·维瑟尔），23位普利策奖得主，10位罗德奖学金得主，6位马歇尔奖学金得主，14位奥斯卡金像奖得主，以及众多艾美奖和托尼奖得主，还有麦克阿瑟奖或斯隆奖得主。学校有多名美国文理科学院、美国国家科学院、美国国家工程院院士在此工作或就读。

## 录取生源

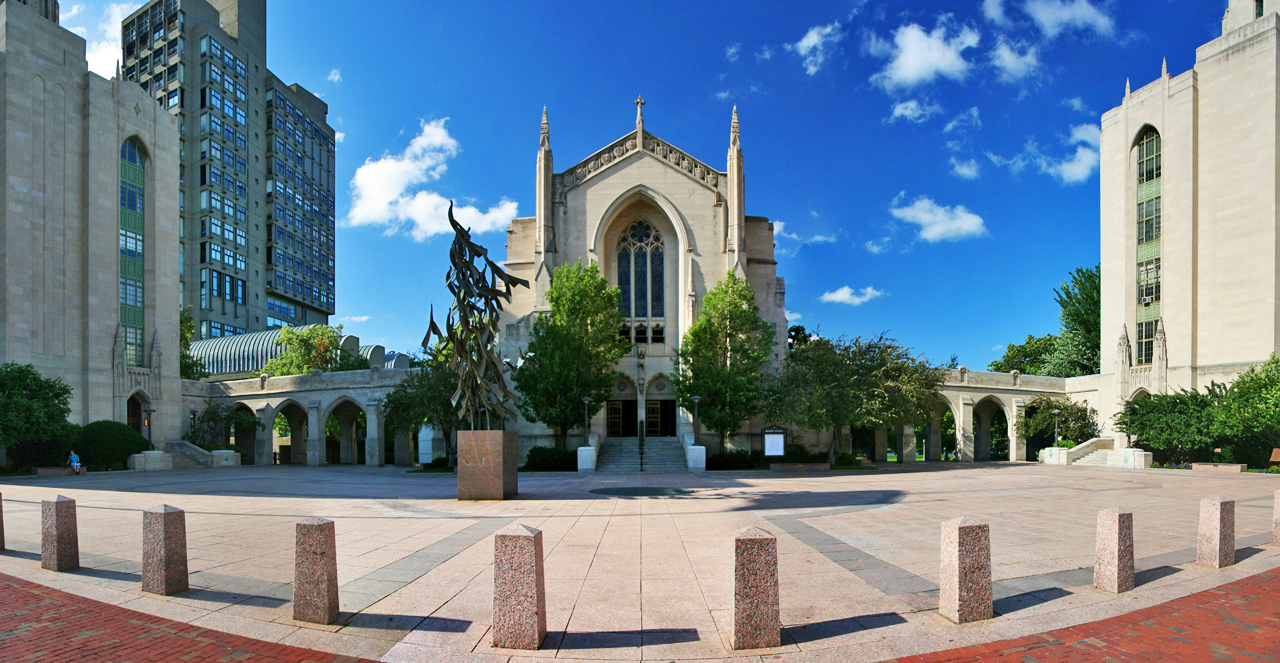
Marsh广场

2017年，波士顿大学收到了60,815份申请，仅录取了约15,204名新生，录取率为25%。实际入学人数为3,614人。录取新生的平均SAT成绩为1452分，平均GPA为3.8/4.0，高中班级排名大约在前8%。
根据学生信息数据库统计，波士顿大学录取的学生中，50.6%为白人，14%为亚裔，11.6%为国际学生，其中18%来自中国大陆，12%来自韩国，11%来自印度，6%来自台湾，4%来自日本，3%来自土耳其，2%来自泰国，2%来自沙特阿拉伯，以及2%来自墨西哥。国际学生占新注册学生的7%，其中26%攻读本科学位，47%攻读研究生学位，其余27%参加其他教育课程。
波士顿大学是私立大学中犹太人就读学校中排名第二的，学生中约有3,000至4,000人（约占总人数的15%）是犹太人。学生的地理分布显示，19%来自马萨诸塞州，16%来自纽约州，9%来自新泽西州，8%来自加利福尼亚州，4%来自康涅狄格州，4%来自宾夕法尼亚州，以及2%来自德克萨斯州。

## 學術

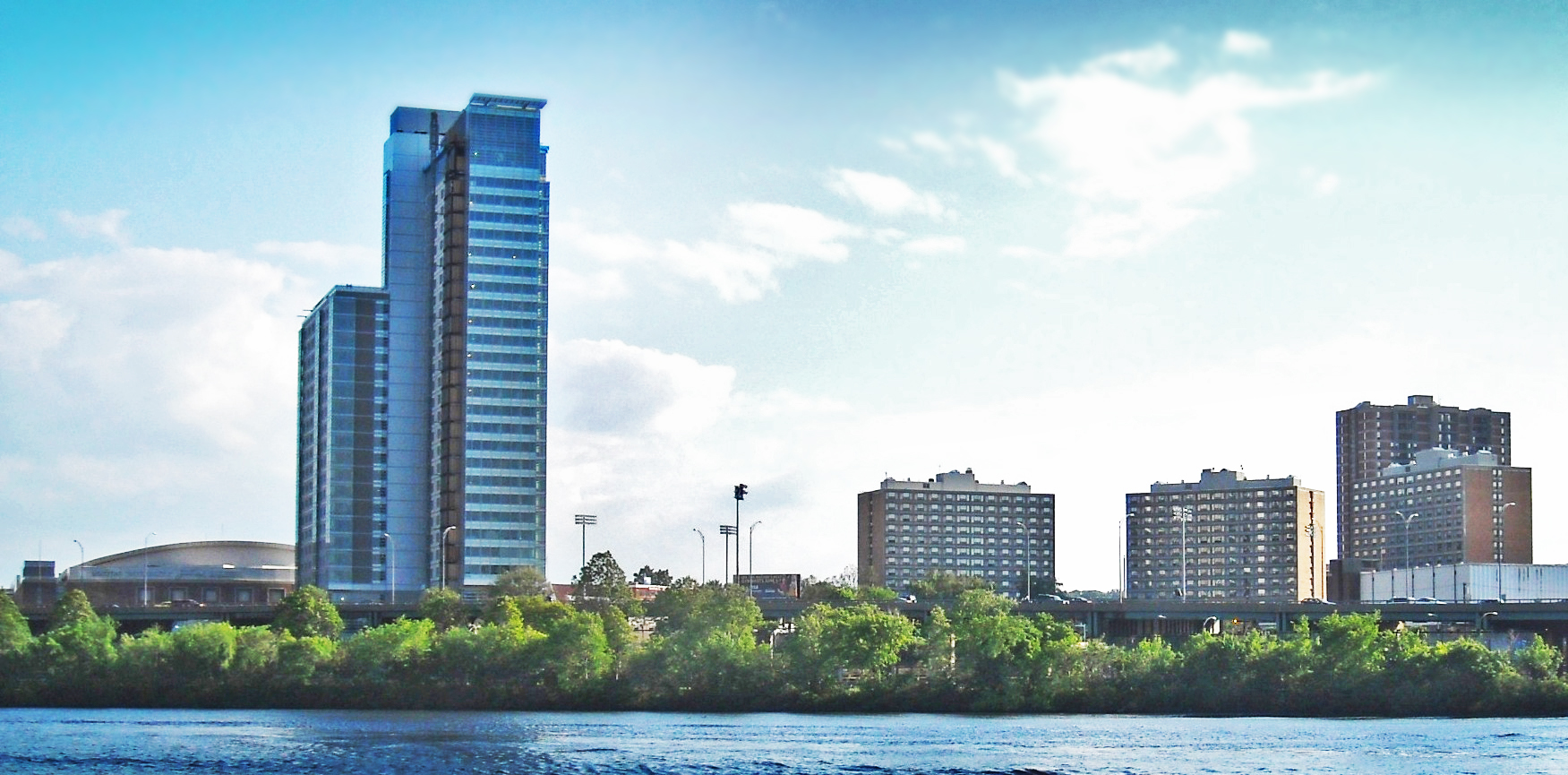
远看校园的一部分

波士顿大学通过其18个学院提供本科、硕士和博士学位，以及医学、牙科和法学学位。该校最新成立的学院是2014年成立的Frederick S. Pardee国际研究学院。该学院的前身是波士顿大学国际关系系。Pardee国际研究学院是APSIA的助理会员单位，APSIA是国际事务学科全球顶尖学术联盟。最新更名的是2015年更名为Questrom商学院。
学校的每个学院都有一个三个字母的简称，例如文理学院通常被简称为CAS，商学院通常被简称为QST，教育学院则简称为SED。

## 校园交通
波士顿大学位于查尔斯河畔密度较高的城区，步行、自行车和公共交通较为便利，不适合驾车出行。波士顿轻轨绿线的B支线沿着校园狭长的区域设置了多个站点，包括Saint Paul Street、Boston University West、Boston University Central、Boston University East和Blandford Street等，为校园师生提供了便捷的出行方式。
从校园出发，乘坐波士顿轻轨绿线B支线到市中心Park Street仅需14分钟。在Park Street站可换乘波士顿地铁红线。此外，到达位于波士顿公园东南角的Boylston Street站（距离波士顿唐人街200米）约需12分钟，到Copley站（三一教堂和波士顿公共图书馆所在地）约需10分钟，而到达波士顿学院则约需22分钟。
此外，高频率发车的公交57路经过波士顿大学，连接Watertown和Kenmore轻轨站。距离Questrom商学院300米的Kenmore轻轨站可搭乘公交8路（途径东北大学和Southbay Mall购物区）、60路（终点站The Shops at Chestnut Hill商场，车程25分钟）和65路。
前往波士顿洛根国际机场可搭乘轻轨B支线到终点站Park Street站，然后换乘进城方向的绿线C、D或E支线列车（C线North Station方向，D线Government Center方向，E线North Station方向），坐一站到达Government Center站，再换乘波士顿地铁蓝线即可到达机场。

## 排名
在综合排名方面，根据2025年《美国新闻与世界报道》排名，波士顿大学位列第41位；根据2026QS世界大学排名，该校位列世界第88位，美国第25位；2024年《泰晤士高等教育》世界大学排名中，波士顿大学位列第78位；而2025-2026年《美国新闻与世界报道》世界大学排名中，波士顿大学名列全球第86位。

## 體育競技
该学校是著名的爱国者联盟成员之一。

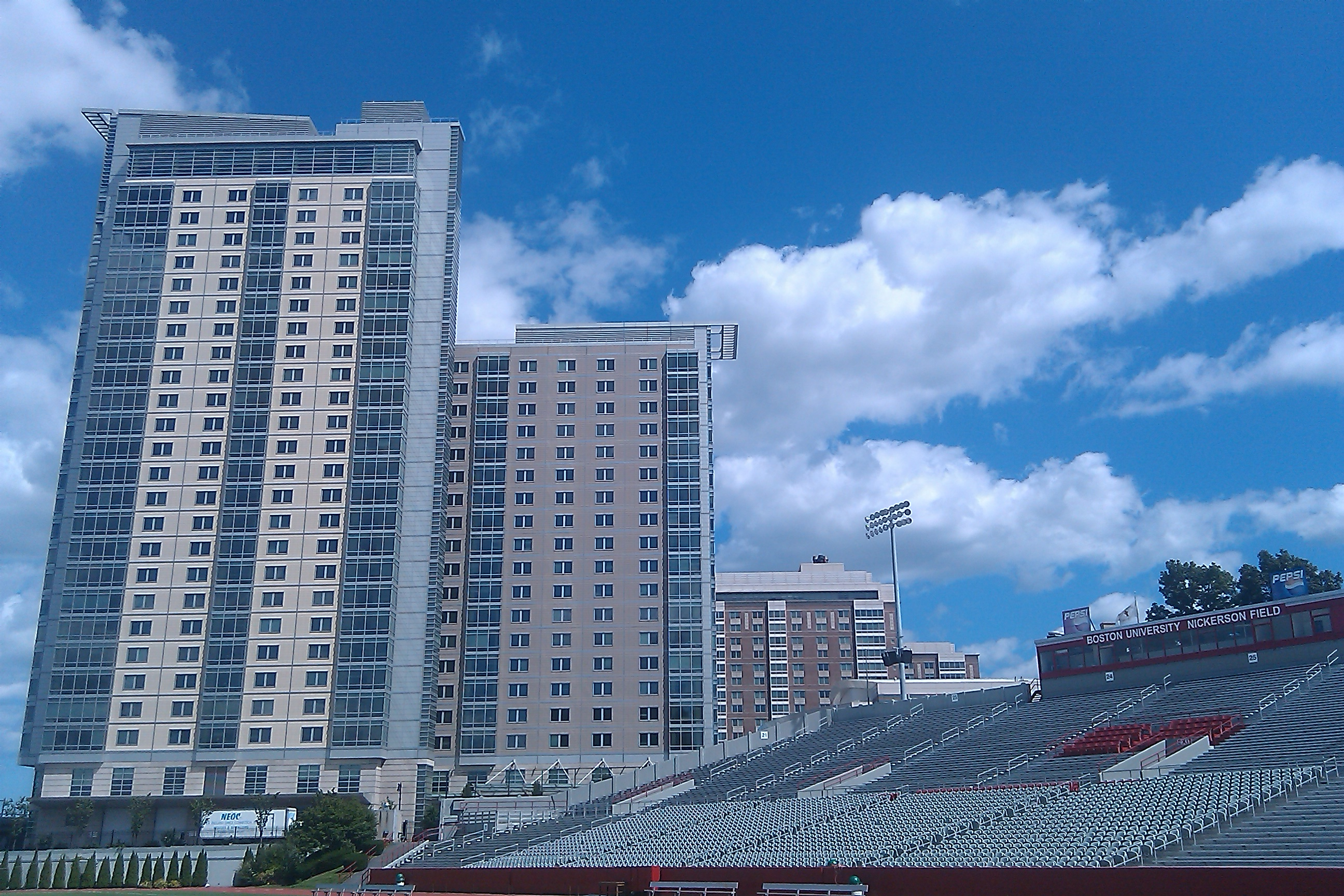
Student Village

该校的冰球队具有悠久的历史，是"Hockey East Association（冰球东部协会）"的成员。此外，该校还参与了约十种男女室内外体育竞赛，包括足球、垒球、曲棍球、赛艇、户外赛跑、游泳等项目，这些竞赛包括"Colonial Athletic Association（北美十三州体育协会）"和"Eastern College Athletic Conference（东部大学体育联盟）"等。该校的篮球队与位于新英格兰地区、纽约州和马里兰州的其他八所大学共同组成"America East Conference（美东联盟）"。所有这些比赛都是在美国全国大学体育协会的第一级别（Division I）进行的。
在2009年，男子冰球队赢得了全国总冠军。
该校的主色调是深红色，校队的昵称是"Terriers（㹴犬）"，吉祥物名字叫做"Rhett（瑞德）"，是一只带刺项圈、叉手咧嘴的小猎犬。"Rhett（瑞德）"这个名字的灵感来自于美国1930年代畅销小说《飘》中的经典名句："世上再没有人比瑞德更爱思嘉了。"（No one loves Scarlet more than Rhett）。这里的"Scarlet"是指书中的女主角Scarlet O'Hara，她的名字正好与深红色的英文名称相符；而"Rhett（瑞德）"则源自于男主角Rhett Butler的名字。

## 註解
1. ↑   (PDF). One Silber Way, Boston, MA 02215: Boston University Office of Institutional Research. 2013-06-16  [2013-08-03]. （原始内容存档 (PDF)于2018-10-03）. End‐of‐Semester Enrollment, 2012/2013 Instructional and Research Faculty 2011/2012*
2. ↑  .   [2009-11-22]. （原始内容存档于2011-11-26）.
3. ↑  .   [2009-11-22].[]
4. ↑   （页面存档备份，存于）
5. ↑  . Shanghai Ranking Consultancy. 2020  [2020-12-09].
6. ↑  . Quacquarelli Symonds Limited. 2021  [2020-12-09].
7. ↑  . Times Higher Education. 2021  [2020-12-09].
8. ↑  . US. News and World Report. 2021  [2020-12-09].
9. ↑  . Quacquarelli Symonds Limited. 2021  [2020-12-09].
10. ↑  . Wall Street Journal/Times Higher Education. 2021  [2021-01-24].
11. ↑  . US. News and World Report. 2020  [2020-12-09].
12. ↑  .   [2020-05-29]. （原始内容存档于2021-02-11）.
13. ↑  .   [2020-05-29]. （原始内容存档于2021-03-21）.
14. ↑  .   [2020-05-29]. （原始内容存档于2021-02-02）.
15. ↑  https://www.usnews.com/education/best-global-universities/search?name=Technical+University+of+Denmark
16. ↑  .   [2009-03-10]. （原始内容存档于2020-12-07）.
17. ↑  波士頓大學官方體育網站常見問答網頁 的存檔，存档日期2009-03-07.

## 外部連結
- 官方网站
- 運動員官方網站 （页面存档备份，存于）

42°20′59″N 71°05′59″W / 42.3496°N 71.0997°W